# Calmon
Calmon is een gemeente in de Braziliaanse deelstaat Santa Catarina. De gemeente telt 4.265 inwoners (schatting 2009).

## Aangrenzende gemeenten
De gemeente grenst aan Caçador, Lebon Régis, Matos Costa, Porto União, Timbó Grande en General Carneiro (PR).